# Minardi M190
Chronologie des modèles (1990)
Minardi M189 Minardi M191
La Minardi M190 est la monoplace de Formule 1 engagée par la Scuderia Minardi dans le cadre du championnat du monde de Formule 1 1990 Elle est pilotée par les Italiens Pierluigi Martini, qui effectue sa troisième saison consécutive au sein de l'écurie italienne, et Paolo Barilla, remplacé par Gianni Morbidelli pour les deux dernières manches du championnat.

## Historique

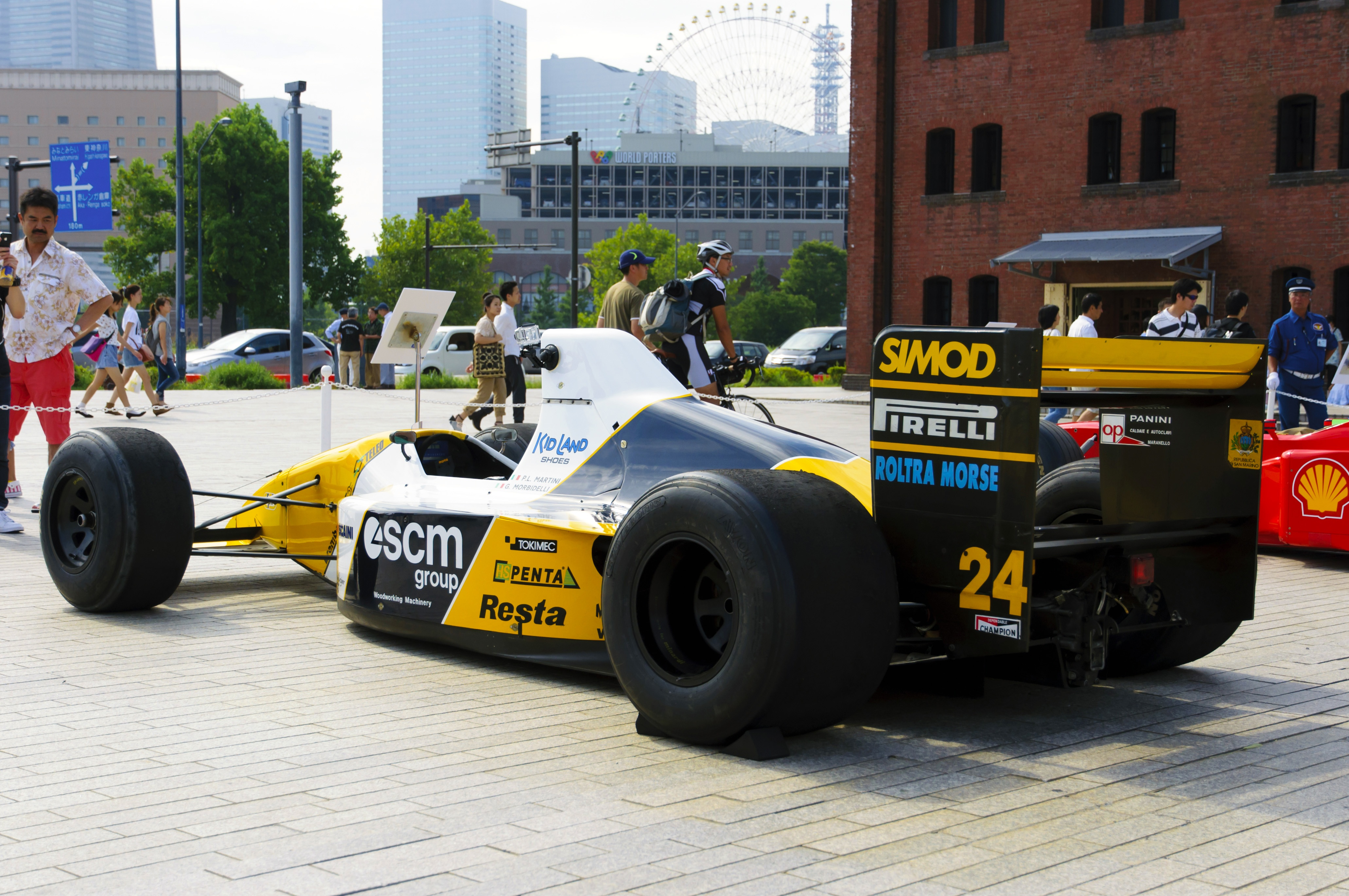
La Minardi M190.

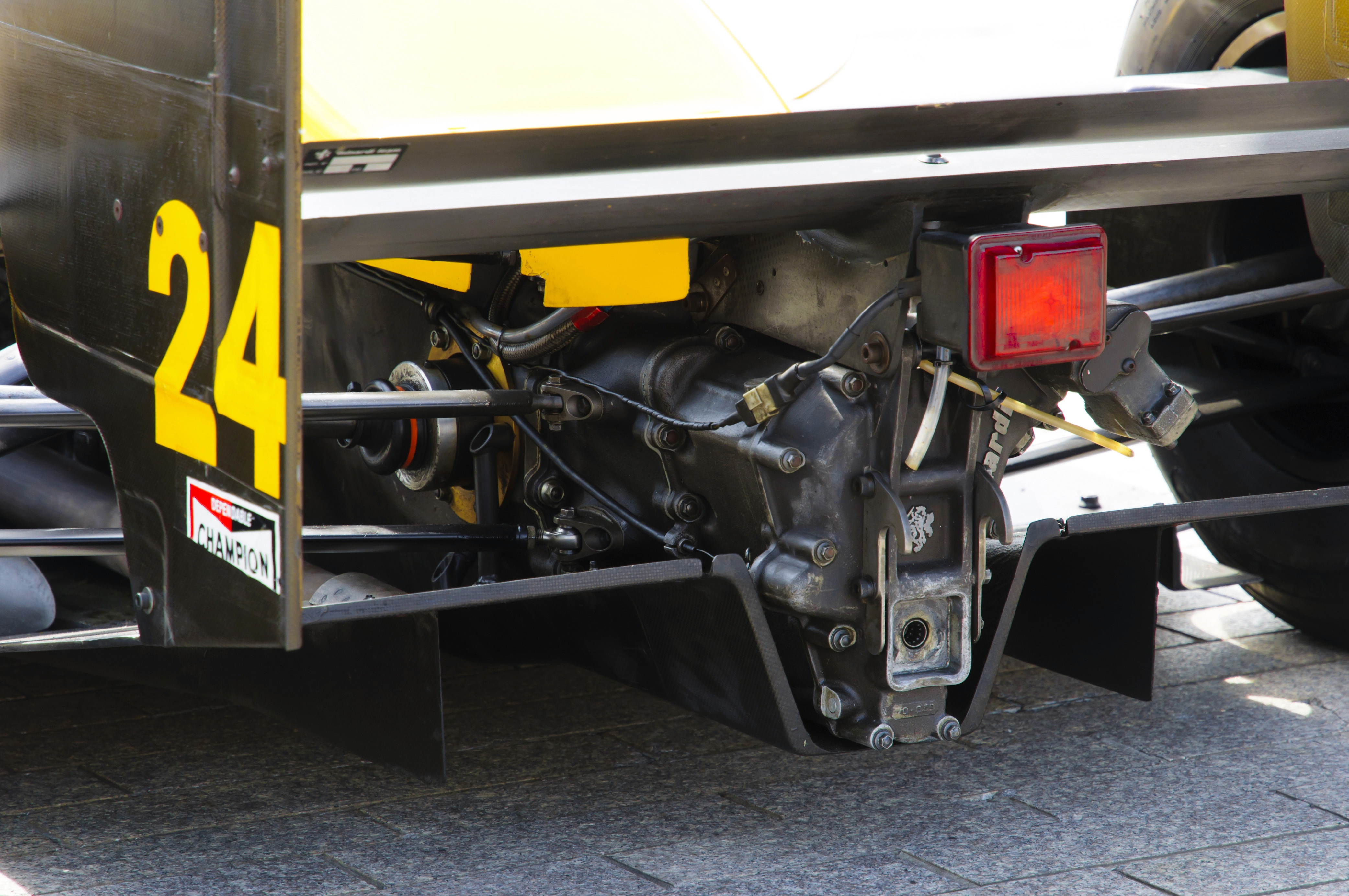
L'arrière de la Minardi M190.

La M190 est engagée à partir du troisième Grand Prix de la saison, à Saint-Marin, la Minardi M189 étant utilisée pour les deux premières manches du championnat en attendant que le nouveau châssis soit opérationnel.
Lors de ce premier engagement, Martini réalise le dixième temps des qualifications alors que Barilla, plus lent de 2,2 secondes, est le vingt-sixième et dernier qualifié. Toutefois, seul ce dernier prend part à la course, Martini s'étant cassé la cheville lors d'un accident lors des qualifications. Barilla termine onzième de la course, à deux tours du vainqueur Riccardo Patrese,,. 
À Monaco, Martini, huitième des qualifications, abandonne au bout de sept tours, en raison d'un problème d'allumage, alors que Barilla casse sa boite de vitesses au cinquante-deuxième tour. Au Canada, Barilla échoue à se qualifier tandis que son équipier, seizième sur la grille, part en tête-à-queue dès le premier tour. Au Grand Prix du Mexique, Martini se qualifie en septième position, la meilleure performance de Minardi cette saison. Cette bonne prestation ne se concrétise pas en course, l'Italien terminant douzième à un tour d'Alain Prost tandis que Barilla est quatorzième à deux tours du vainqueur,.
La suite de la saison est plus délicate pour l'écurie italienne : en France, Barilla ne se qualifie pas pour la course pour 82 millièmes de seconde alors que Martini, auteur du vingt-troisième temps des qualifications, abandonne à la mi-course sur problème électrique. En Grande-Bretagne, un problème d'alternateur survient sur la monoplace de Martini au bout de trois tours alors que Barilla finit douzième à deux tours de Prost. En Allemagne, le novice italien échoue à nouveau en qualifications alors que son expérimenté coéquipier abandonne au vingtième tour en raison de la casse de son moteur Ford-Cosworth. En Hongrie, Martini s'accroche avec la Tyrrell de Jean Alesi qui tente de lui prendre un tour, ce qui met fin à la course des deux pilotes, tandis que Barilla termine quinzième à trois tours de Thierry Boutsen. 
Deux semaines plus tard au Grand Prix de Belgique, sur le circuit de Spa-Francorchamps, trois départs sont donnés à cause d'accrochages ou d'accidents. Si les deux Minardi sortent indemnes du premier départ, Barilla détruit sa monoplace dès le deuxième tour après le second départ, à 280 km/h dans le raidillon et ne prend pas le troisième départ. Martini finit la course quinzième, à deux tours de Senna.

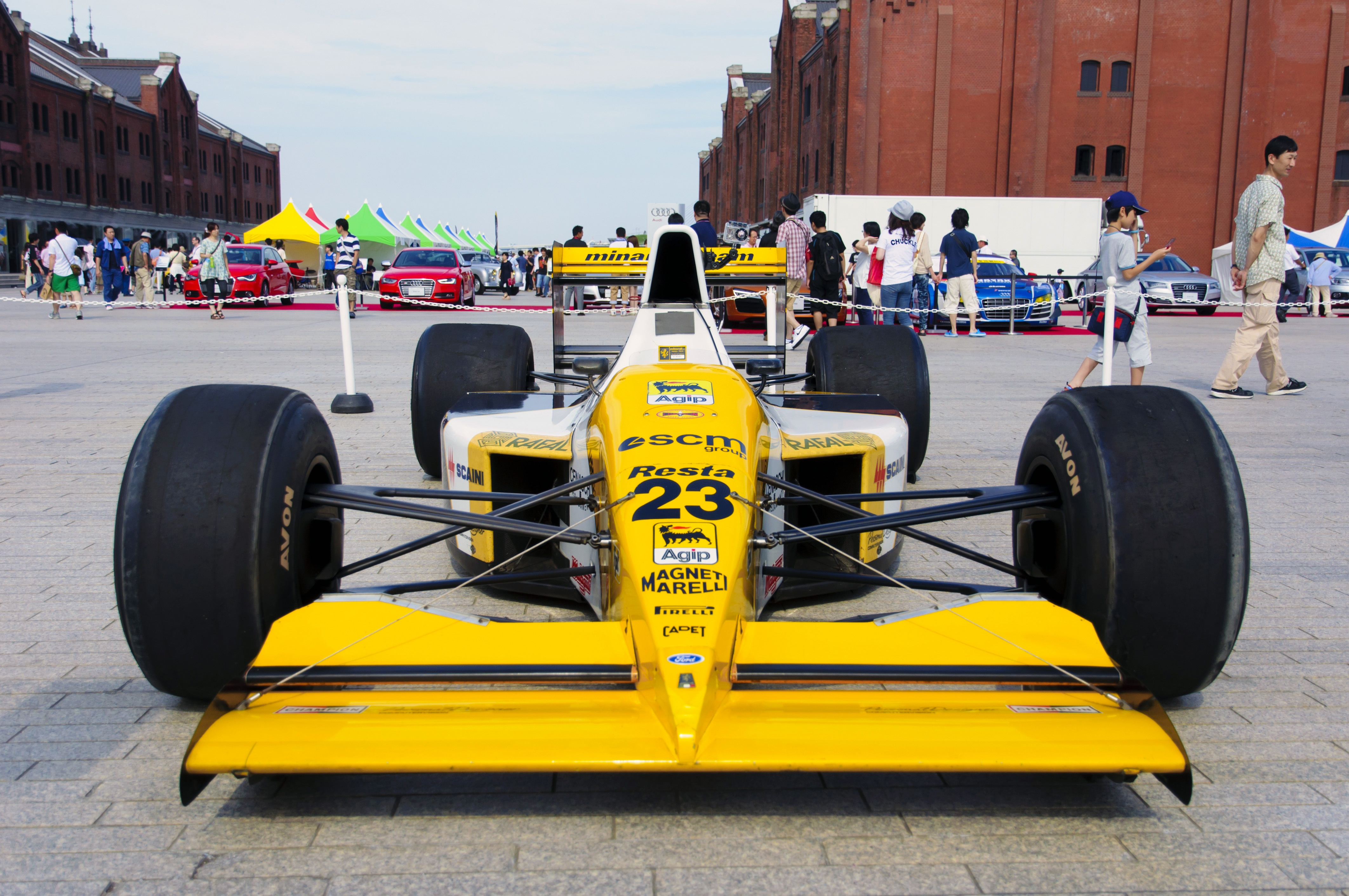
Vue avant de la Minardi M190.

Les trois dernières courses européennes sont désastreuses pour Paolo Barilla qui échoue systématiquement en qualifications tandis que Martini abandonne à deux reprises. En Italie, il part en tête-à-queue au bout de sept tours. Au Portugal, il franchit la ligne d'arrivée en onzième position à deux tours du vainqueur Nigel Mansell puis en Espagne, alors qu'il s'élance depuis la onzième place, il perd une roue au quarante-et-unième tour,,.
Pour les deux derniers Grands Prix de la saison, Barilla, largement dominé par Martini tant en qualifications qu'en course, est remplacé par Gianni Morbidelli qui a disputé les deux premières courses de sa carrière avec la Scuderia Italia en début de championnat. Au Japon, Martini réalise le onzième temps des qualifications mais, en raison du forfait d'Alesi, prend le départ de la dixième place ; il termine huitième de l'épreuve, à un tour de Nelson Piquet tandis que Morbidelli, dix-neuvième sur la grille, abandonne après dix-huit tours après un tête-à-queue,. 
Lors du dernier Grand Prix, en Australie, le novice italien, vingtième temps des qualifications, casse sa boîte de vitesses au vingtième tour alors que Martini finit neuvième, à deux tours de Piquet, après s'être élancé de la dixième place,.
À l'issue de la saison, Minardi termine douzième du championnat du monde des constructeurs, sans avoir marqué de point.

## Engagements hors-championnat

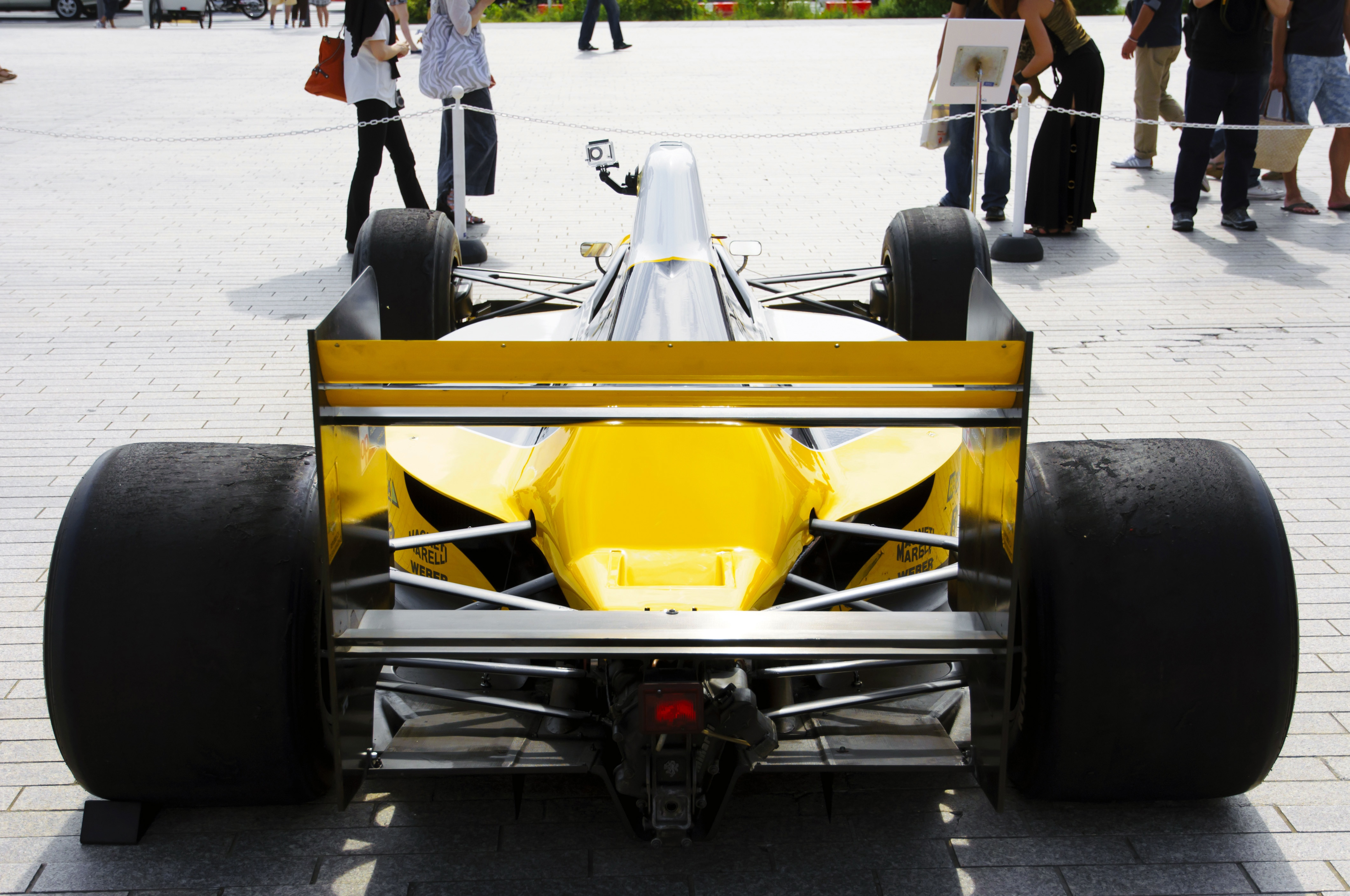
Vue arrière de la Minardi M190.

En décembre 1990 et 1991, Minardi est engagée au Trofeo Indoor di Formula 1, une épreuve d'exhibition organisée en marge du Motor Show de Bologne, une exposition internationale reconnue par l'Organisation internationale des constructeurs automobiles qui se tient dans les salons de la foire de Bologne. Bien que l'épreuve soit baptisée indoor, la piste, d'une longueur de 1 300 mètres, est située à l'extérieur des locaux de l'exposition. Cette « compétition-spectacle » permet aux écuries de se présenter devant leur public et est un moyen pour les directeurs d'écurie de nouer des contacts avec d'éventuels partenaires financiers pour compléter leur budget pour la saison à venir.
Pour l'édition 1990, un exemplaire de la Minardi M190 est engagé, aux mains de Gianni Morbidelli. Ce dernier remporte le trophée après avoir battu successivement Domenico Schiattarella (Eurobrun Racing), Jyrki Järvilehto (Dallara 190) et Olivier Grouillard (Osella FA1M-E).
L'année suivante, une M190 est confiée au pilote de Formule 3000 Marco Apicella. Celui-ci est éliminé dès les quarts de finale par Järvilehto (Dallara 191).

## Résultats en championnat du monde de Formule 1
| Saison | Écurie           | Moteur               | Pneus   | Pilotes           | Courses | Courses | Courses | Courses | Courses | Courses | Courses | Courses | Courses | Courses | Courses | Courses | Courses | Courses | Courses | Courses | Points inscrits | Classement |
| Saison | Écurie           | Moteur               | Pneus   | Pilotes           | 1       | 2       | 3       | 4       | 5       | 6       | 7       | 8       | 9       | 10      | 11      | 12      | 13      | 14      | 15      | 16      | Points inscrits | Classement |
| ------ | ---------------- | -------------------- | ------- | ----------------- | ------- | ------- | ------- | ------- | ------- | ------- | ------- | ------- | ------- | ------- | ------- | ------- | ------- | ------- | ------- | ------- | --------------- | ---------- |
| 1990   | SCM Minardi Team | Ford-Cosworth DFR V8 | Pirelli |                   | USA     | BRÉ     | SMR     | MON     | CAN     | MEX     | FRA     | GBR     | ALL     | HON     | BEL     | ITA     | POR     | ESP     | JAP     | AUS     | 0               | 12e        |
| 1990   | SCM Minardi Team | Ford-Cosworth DFR V8 | Pirelli | Pierluigi Martini |         |         | Np      | Abd     | Abd     | 12e     | Abd     | Abd     | Abd     | Abd     | 15e     | Abd     | 11e     | Abd     | 8e      | 9e      | 0               | 12e        |
| 1990   | SCM Minardi Team | Ford-Cosworth DFR V8 | Pirelli | Paolo Barilla     |         |         | 11e     | Abd     | Nq      | 14e     | Nq      | 12e     | Nq      | 15e     | Abd     | Nq      | Nq      | Nq      |         |         | 0               | 12e        |
| 1990   | SCM Minardi Team | Ford-Cosworth DFR V8 | Pirelli | Gianni Morbidelli |         |         |         |         |         |         |         |         |         |         |         |         |         |         | Abd     | Abd     | 0               | 12e        |

Légende : ici 

## Résultats duTrofeo Indoor di Formula 11990
|  | Quarts de finale | Quarts de finale       | Quarts de finale   |                    |                  | Demi-finales      | Demi-finales | Demi-finales |  |                  | Finale            | Finale | Finale    | Finale |
|  |                  |                        |                    |                    |                  |                   |              |              |  |                  |                   |        |           |        |
|  | Scuderia Minardi | Gianni Morbidelli      | vainqueur          |                    |                  |                   |              |              |  |                  |                   |        |           |        |
|  | Eurobrun Racing  | Domenico Schiattarella | éliminé            |                    |                  |                   |              |              |  |                  |                   |        |           |        |
|  | Eurobrun Racing  | Domenico Schiattarella | éliminé            |                    | Scuderia Minardi | Gianni Morbidelli | vainqueur    |              |  |                  |                   |        |           |        |
|  |                  |                        |                    |                    | Scuderia Minardi | Gianni Morbidelli | vainqueur    |              |  |                  |                   |        |           |        |
|  |                  | Scuderia Italia        | Jyrki Järvilehto   | éliminé            |                  |                   |              |              |  |                  |                   |        |           |        |
|  | Scuderia Italia  | Scuderia Italia        | Jyrki Järvilehto   | éliminé            | Jyrki Järvilehto | repêché           |              |              |  |                  |                   |        |           |        |
|  | Scuderia Italia  |                        |                    |                    | Jyrki Järvilehto | repêché           |              |              |  |                  |                   |        |           |        |
|  | Osella           | Olivier Grouillard     | vainqueur          |                    |                  |                   |              |              |  |                  |                   |        |           |        |
|  | Osella           | Olivier Grouillard     | vainqueur          |                    |                  |                   |              |              |  | Scuderia Minardi | Gianni Morbidelli |        | vainqueur |        |
|  |                  |                        |                    |                    |                  |                   |              |              |  | Scuderia Minardi | Gianni Morbidelli |        | vainqueur |        |
|  |                  | Osella                 | Olivier Grouillard |                    | finaliste        |                   |              |              |  |                  |                   |        |           |        |
|  | Coloni           | Osella                 | Olivier Grouillard | Pedro Chaves       | finaliste        | vainqueur         |              |              |  |                  |                   |        |           |        |
|  | Coloni           |                        |                    | Pedro Chaves       |                  | vainqueur         |              |              |  |                  |                   |        |           |        |
|  | Eurobrun Racing  | Andrea Montermini      | forfait            |                    |                  |                   |              |              |  |                  |                   |        |           |        |
|  | Eurobrun Racing  | Andrea Montermini      | forfait            |                    | Coloni           | Pedro Chaves      | éliminé      |              |  |                  |                   |        |           |        |
|  |                  |                        |                    |                    | Coloni           | Pedro Chaves      | éliminé      |              |  |                  |                   |        |           |        |
|  |                  |                        | Osella             | Olivier Grouillard | vainqueur        |                   |              |              |  |                  |                   |        |           |        |
|  |                  |                        |                    | Olivier Grouillard | vainqueur        |                   |              |              |  |                  |                   |        |           |        |
|  |                  |                        |                    |                    |                  |                   |              |              |  |                  |                   |        |           |        |
|  |                  |                        |                    |                    |                  |                   |              |              |  |                  |                   |        |           |        |

## Résultats duTrofeo Indoor di Formula 11991
|  | Quarts de finale   | Quarts de finale  | Quarts de finale |                   |                    | Demi-finales      | Demi-finales | Demi-finales |  |           | Finale            | Finale | Finale    | Finale |
|  |                    |                   |                  |                   |                    |                   |              |              |  |           |                   |        |           |        |
|  | Team Lotus         | Johnny Herbert    | repéché          |                   |                    |                   |              |              |  |           |                   |        |           |        |
|  | Fondmetal          | Gabriele Tarquini | vainqueur        |                   |                    |                   |              |              |  |           |                   |        |           |        |
|  | Fondmetal          | Gabriele Tarquini | vainqueur        |                   | Fondmetal          | Gabriele Tarquini | vainqueur    |              |  |           |                   |        |           |        |
|  |                    |                   |                  |                   | Fondmetal          | Gabriele Tarquini | vainqueur    |              |  |           |                   |        |           |        |
|  |                    | Scuderia Italia   | Jyrki Järvilehto | éliminé           |                    |                   |              |              |  |           |                   |        |           |        |
|  | Scuderia Italia    | Scuderia Italia   | Jyrki Järvilehto | éliminé           | Jyrki Järvilehto   | vainqueur         |              |              |  |           |                   |        |           |        |
|  | Scuderia Italia    |                   |                  |                   | Jyrki Järvilehto   | vainqueur         |              |              |  |           |                   |        |           |        |
|  | Scuderia Minardi   | Marco Apicella    | éliminé          |                   |                    |                   |              |              |  |           |                   |        |           |        |
|  | Scuderia Minardi   | Marco Apicella    | éliminé          |                   |                    |                   |              |              |  | Fondmetal | Gabriele Tarquini |        | vainqueur |        |
|  |                    |                   |                  |                   |                    |                   |              |              |  | Fondmetal | Gabriele Tarquini |        | vainqueur |        |
|  |                    | Team Lotus        | Johnny Herbert   |                   | finaliste          |                   |              |              |  |           |                   |        |           |        |
|  | Scuderia Minardi   | Team Lotus        | Johnny Herbert   | Gianni Morbidelli | finaliste          | éliminé           |              |              |  |           |                   |        |           |        |
|  | Scuderia Minardi   |                   |                  | Gianni Morbidelli |                    | éliminé           |              |              |  |           |                   |        |           |        |
|  | Coloni-Andrea Moda | Antonio Tamburini | vainqueur        |                   |                    |                   |              |              |  |           |                   |        |           |        |
|  | Coloni-Andrea Moda | Antonio Tamburini | vainqueur        |                   | Coloni-Andrea Moda | Antonio Tamburini | éliminé      |              |  |           |                   |        |           |        |
|  |                    |                   |                  |                   | Coloni-Andrea Moda | Antonio Tamburini | éliminé      |              |  |           |                   |        |           |        |
|  |                    |                   | Team Lotus       | Johnny Herbert    | vainqueur          |                   |              |              |  |           |                   |        |           |        |
|  |                    |                   |                  | Johnny Herbert    | vainqueur          |                   |              |              |  |           |                   |        |           |        |
|  |                    |                   |                  |                   |                    |                   |              |              |  |           |                   |        |           |        |
|  |                    |                   |                  |                   |                    |                   |              |              |  |           |                   |        |           |        |